# Aḥmad al-ʿAlawī
Aḥmad ibn Muṣṭafā al-ʿAlawī (in arabo أحمد بن مصطفى العلاوي‎?; Mostaganem, 1869 – Mostaganem, 14 luglio 1934) è stato un mistico musulmano algerino, fondatore della confraternita islamica della Darqawiyya Alawiyya, un ramo della Shadhiliyya.

## Biografia

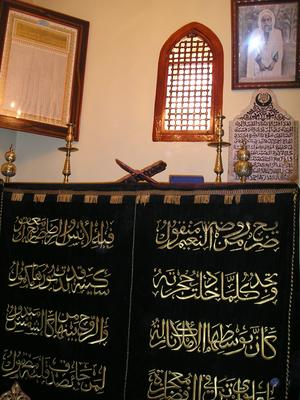
Tomba dello sceicco Aḥmad al-ʿAlawī a Mostaganem, Algeria

Lo sceicco Aḥmad al-ʿAlawī è nato a Mostaganem, Algeria, nel 1869. La sua prima educazione gli fu impartita da suo padre. Dalla morte del padre nel 1886 fino al 1894, lavorò a Mostaganem seguendo la confraternita 'Isawiyya.
Nel 1894, viaggiò in Marocco, divenendo seguace per 15 anni dello sceicco darqawi Muḥammad al-Būzīdī. Dopo la morte di al-Būzīdī nel 1909, lo sceicco al-ʿAlawī tornò a Mostaganem, dove diede vita alla Darqawiyya. Quindi (nel 1914) stabilì il suo ordine, chiamato ʿAlawiyya in onore di ʿAlī, cugino e genero del Profeta, che gli sarebbe apparso in una visione, trasmettendogli il nome per il suo nuovo ordine.

## Diffusione della ʿAlawiyya
La ʿAlawiyya si diffuse in tutta l'Algeria e in altre parti del Nordafrica grazie ai viaggi dello sceicco al-ʿAlawī, alle sue preghiere e ai suoi scritti, e attraverso l'attività dei suoi muqaddam (rappresentanti). All'epoca della morte dello sceicco al-ʿAlawī nel 1934, questi era diventato uno dei più conosciuti e celebrati sceicchi del secolo, incontrato da moltissimi che ne mantennero sempre vivo il ricordo.
La ʿAlawiyya è stata una delle prime confraternite sufi a diffondersi in Europa, soprattutto attraverso gli algerini in Francia e gli yemeniti in Galles. Lo stesso sceicco al-ʿAlawī viaggiò in Francia nel 1926, dove guidò la prima preghiera comune nell'appena inaugurata Moschea di Parigi, alla presenza del presidente francese. Lo sceicco al-ʿAlawī capiva bene il francese, nonostante fosse riluttante a parlarlo.
Un ramo dell'ʿAlawiyya si diffuse anche a Damasco (Siria), dove fu dato a Muḥammad al-Hāshimī il compito di diffonderlo nelle terre del Levante. Nell'anno 1930, lo sceicco al-ʿAlawī incontrò lo sceicco Sīdī Abū Madyan, dell'ordine Qadiri Boutchichi a Mostaganem.
Un altro ramo dell'ʿAlawiyya si diffuse in Tunisia attraverso lo sceicco Muhammad ibn Khalifa al-Madani, quindi grazie a Isma'il Hedfi Madani, fondatore della Shadhiliyya-‘Alawiyya-Isma‘iliyya.

## Insegnamenti dello sceicco al-ʿAlawī
Lo sceicco al-ʿAlawī fu uno sceicco nella tradizione classica dei Darqawī-Shādhilī, nonostante il suo ordine differisse leggermente dalla norma nell'uso sistematico della pratica della khalwa e nel dare speciale enfasi all'invocazione del Nome Divino.
Oltre ad essere un classico sceicco sufi, lo sceicco al-ʿAlawī affrontò i problemi degli algerini nell'utilizzo di metodi moderni. Scrisse libri e poemi sui tipici topoi sufi, ma oltre a questo fondò e diresse due settimanali, il Lisān al-Dīn (Linguaggio della religione) nel 1912, che ebbe vita breve, e l'al-balagh al-jazāʾirī (Messaggero Algerino) nel 1926, che fu distribuito a lungo.
Nelle sue preghiere e nei suoi scritti, lo sceicco al-ʿAlawī tentò di conciliare Islam e modernità. Da una parte, criticò l'occidentalizzazione, sia a livello simbolico (scoraggiando quelle abitudini occidentali che portino a un'esaltazione dell'ego) sia a livello pratico (attaccando il crescente consumo di alcool fra i musulmani algerini). D'altro canto, incoraggiò i suoi seguaci a mandare i loro figli a scuola per imparare il francese, approvando anche la traduzione del Corano in francese e berbero per renderlo più accessibile: una posizione questa che, all'epoca, era molto controversa.
Inoltre lo sceicco al-ʿAlawī mostrò un inconsueto rispetto nei confronti dei cristiani e fu in qualche modo un anticipatore del dialogo inter-religioso. Il punto principale del suo messaggio ai cristiani consisteva nell'affermare che, se solo questi avessero abbandonato la dottrina della Trinità e dell'incarnazione, "nulla li separerebbe da noi".
Gran parte del suo seguito può essere spiegato come una combinazione di Sufismo classico, con un occhio aperto sulle problematiche contemporanee, e di suo personale carisma, attestato da molte fonti, sia francesi che algerine. Il dottore francese dello sceicco al-ʿAlawī, Marcel Carret, disse che al suo primo incontro con lui "quello che immediatamente mi colpì fu la sua somiglianza col volto che generalmente è usato per rappresentare Cristo".